# Acropyga nipponensis
Acropyga nipponensis é uma espécie de formiga do gênero Acropyga, pertencente à subfamília Formicinae.